# Hypselostomatidae
Die Hypselostomatidae sind eine Familie aus der Unterordnung der Landlungenschnecken (Stylommatophora). Es handelt sich meist um kleine bis sehr kleine Formen ("Mikromollusken"), darunter auch die (derzeit) kleinste Landlungenschnecke Angustopila dominikae aus Südchina, mit einer Gehäusehöhe von nur 0,86 mm.

## Merkmale
Die Gehäuse sind meist sehr klein (unter einem Millimeter bis wenige Millimeter). Sie reichen in der Form von turmförmig bis linsenförmig. Die Mündung ist gerundet und löst sich meist vom vorigen Umgang mehr oder weniger deutlich ab, meist etwas aufsteigend. Der Mündungsrand ist typischerweise etwas nach außen gebogen. Die Bewehrung der Mündung besteht aus maximal fünf Zähnen, einem parietalen, einen columellaren, einem basalen und zwei palatalen Zähnen. Es besteht jedoch die Tendenz zur Reduktion bis zum völligen Fehlen der Zähne. In manchen Gattungen sind zahlreiche kleine Knötchen an der Innenseite der Mündung vorhanden. Der Nabel kann eng oder auch weit sein. Die Gehäuse sind meist dünnschalig.

## Geographische Verbreitung
Die Vertreter der Familie kommen in Südchina, Indochina, Malaysia, Thailand, Indonesien und Australien vor.

## Taxonomie
Das Taxon der Familiengruppe wurde 1959 von Adolf Zilch als Unterfamilie der Chondrinidae aufgestellt. Schileyko (2005) erhebt das Taxon in den Familienrang und stellt die Familie in die Überfamilie Vertiginoidea. Eine Überfamilie Vertiginoidea erkennen Bouchet und Rocroi (2007) nicht an. Sie stellen die Vertiginidae in die Überfamilie Pupilloidea. Die Unterfamilie Hypselostomatinae stellen sie in die Synonymie der Unterfamilie Gastrocoptinae (Familie Gastrocoptidae). Schileyko (2011) greift die Familie wieder auf, ebenso Jochum et al. (2014) und Páll-Gergely et al. (2015).
- Familie Hypselostomatidae Zilch, 1959
  - Gattung Anauchen Pilsbry, 1917
  - Gattung Angustopila Jochum, Slapnik & Páll-Gergely, 2014
  - Gattung Aulacospira Moellendorff, 1890
  - Gattung Bensonella Pilsbry & Vanatta, 1907 (wird von Zhang et al. als Untergattung von Boysidia aufgefasst.[3])
  - Gattung Boysia Pfeiffer, 1849
  - Gattung Boysidia Ancey, 1881 (mit drei Untergattungen Boysidia (Boysidia), Boysidia (Paraboysidia) Pilsbry, 1917 und Boysidia (Dasypupa) Thompson & Dance, 1983)
  - Gattung Campolaemus Pilsbry, 1892
  - Gattung Gyliotrachela Tomlin, 1930
  - Gattung Hypselostoma Benson, 1856
  - Gattung Krobylos Panha & Burch, 1999
  - Gattung Pseudostreptaxis Moellendorf, 1890
  - Gattung Tonkinospira Jochum, Slapnik & Páll-Gergely, 2014

## Belege